# I Don't Wanna Lose You
I Don't Wanna Lose You is een nummer van de Amerikaans-Zwitserse zangeres Tina Turner uit 1989. Het nummer is afkomstig van haar album Foreign Affair en behaalde de hitlijsten in meerdere Europese landen.

## Achtergrond
I Don't Wanna Lose You is geschreven door Albert Hammond en Graham Lyle en werd geproduceerd samen met Roger Davies. Het nummer gaat over een vrouw die op zoek is naar de ware liefde en geen tijd wil verspillen aan relaties die niet werken. Na slechte ervaringen in het verleden vindt ze iemand die ze niet kwijt wil raken.

## Hitnoteringen
Het nummer werd een top 10-hit in het Verenigd Koninkrijk (UK Singles Chart) en de Vlaamse Ultratop 50, met respectievelijk een achtste en negende positie. In Nederland bereikte het in zowel de Top 40 als de Nationale Top 100 de 24e positie.

### Nederlandse Top 40
| Hitnotering: 24-02-1990 t/m 24-03-1990 | Hitnotering: 24-02-1990 t/m 24-03-1990 | Hitnotering: 24-02-1990 t/m 24-03-1990 | Hitnotering: 24-02-1990 t/m 24-03-1990 | Hitnotering: 24-02-1990 t/m 24-03-1990 | Hitnotering: 24-02-1990 t/m 24-03-1990 | Hitnotering: 24-02-1990 t/m 24-03-1990 |
| Week:                                  | 1                                      | 2                                      | 3                                      | 4                                      | 5                                      |                                        |
| -------------------------------------- | -------------------------------------- | -------------------------------------- | -------------------------------------- | -------------------------------------- | -------------------------------------- | -------------------------------------- |
| Positie:                               | 36                                     | 29                                     | 25                                     | 24                                     | 34                                     | uit                                    |

### Nationale Top 100
| Hitnotering: 03-02-1990 t/m 21-04-1990 | Hitnotering: 03-02-1990 t/m 21-04-1990 | Hitnotering: 03-02-1990 t/m 21-04-1990 | Hitnotering: 03-02-1990 t/m 21-04-1990 | Hitnotering: 03-02-1990 t/m 21-04-1990 | Hitnotering: 03-02-1990 t/m 21-04-1990 | Hitnotering: 03-02-1990 t/m 21-04-1990 | Hitnotering: 03-02-1990 t/m 21-04-1990 | Hitnotering: 03-02-1990 t/m 21-04-1990 | Hitnotering: 03-02-1990 t/m 21-04-1990 | Hitnotering: 03-02-1990 t/m 21-04-1990 | Hitnotering: 03-02-1990 t/m 21-04-1990 | Hitnotering: 03-02-1990 t/m 21-04-1990 | Hitnotering: 03-02-1990 t/m 21-04-1990 |
| Week:                                  | 1                                      | 2                                      | 3                                      | 4                                      | 5                                      | 6                                      | 7                                      | 8                                      | 9                                      | 10                                     | 11                                     | 12                                     |                                        |
| -------------------------------------- | -------------------------------------- | -------------------------------------- | -------------------------------------- | -------------------------------------- | -------------------------------------- | -------------------------------------- | -------------------------------------- | -------------------------------------- | -------------------------------------- | -------------------------------------- | -------------------------------------- | -------------------------------------- | -------------------------------------- |
| Positie:                               | 83                                     | 56                                     | 44                                     | 34                                     | 30                                     | 26                                     | 24                                     | 27                                     | 39                                     | 65                                     | 81                                     | 100                                    | uit                                    |

### VlaamseUltratop 50
| Hitnotering: 10-02-1990 t/m 21-04-1990 | Hitnotering: 10-02-1990 t/m 21-04-1990 | Hitnotering: 10-02-1990 t/m 21-04-1990 | Hitnotering: 10-02-1990 t/m 21-04-1990 | Hitnotering: 10-02-1990 t/m 21-04-1990 | Hitnotering: 10-02-1990 t/m 21-04-1990 | Hitnotering: 10-02-1990 t/m 21-04-1990 | Hitnotering: 10-02-1990 t/m 21-04-1990 | Hitnotering: 10-02-1990 t/m 21-04-1990 | Hitnotering: 10-02-1990 t/m 21-04-1990 | Hitnotering: 10-02-1990 t/m 21-04-1990 | Hitnotering: 10-02-1990 t/m 21-04-1990 | Hitnotering: 10-02-1990 t/m 21-04-1990 |
| Week:                                  | 1                                      | 2                                      | 3                                      | 4                                      | 5                                      | 6                                      | 7                                      | 8                                      | 9                                      | 10                                     | 11                                     |                                        |
| -------------------------------------- | -------------------------------------- | -------------------------------------- | -------------------------------------- | -------------------------------------- | -------------------------------------- | -------------------------------------- | -------------------------------------- | -------------------------------------- | -------------------------------------- | -------------------------------------- | -------------------------------------- | -------------------------------------- |
| Positie:                               | 31                                     | 29                                     | 22                                     | 16                                     | 9                                      | 9                                      | 11                                     | 11                                     | 22                                     | 24                                     | 38                                     | uit                                    |